# フリーデン (ヘッセン)
フリーデン（ドイツ語: Flieden）は、ドイツ連邦共和国ヘッセン州カッセル行政管区のフルダ郡に属す町村である（以下、本項では便宜上「町」と記述する）。

## 地理

### 位置
町の東部は、西のフォーゲルスベルク山地の支脈と東のレーン山地とを結ぶ尾根の間のフリーデナー盆地に位置している。町の南部の地区は、ウンテラー・フォーゲルスベルク山地に属す。混交林と農耕地を持つこの中低山地は、最高地点としてブーヒェンロート近郊のクネッシェン (508.7 m) およびオーバーシュトルク近郊のシュトルカー・キュッペル (468 m) から周辺地域の広い範囲を望むことができる。町域の 20 % にあたる約1,000 ha が森林である。主邑フリーデン地区の西部をマークトローザー・ヴァッサー（川）が流れている。鉄道橋下の TV-体育館近くで、マークトローザー・ヴァッサーとカウツァー・ヴァッサーが合流し、フリーデ川になる。この川は、フリーデタールを北のノイホーフに向かって流れ、ブロンツェルの高台でフルダ川に注いでいる。

### 隣接する市町村
フリーデンはフルダ郡の南端に位置しており、北はノイホーフ、東はカルバッハ（ともにフルダ郡）、南はシュリュヒテルンおよびシュタイナウ・アン・デア・シュトラーセ（ともにマイン＝キンツィヒ郡）と境を接している。

### 自治体の構成
自治体としてのフリーデンは田舎町であり、主邑のフリーデンの他、ブーヒェンロート、デンゲスミューレ（小集落ヴァインベルク、ケレライ、リュックグルントを含む）、ヘーフ・ウント・ハイト（小集落ベルンタール、フルダイシェ・ヘーフェ、カッツェンベルク、カウツ、ラウゲンドルフ、シュタインブルーフ、シュティレルツ、ウンターミューレを含む）、マークトロス（小集落フェーダーヴィッシュ、ベリスホーフ、ランゲナウを含む）、リュッカース（小集落コイツェルブーフ、ライメンホーフを含む）、シュヴェーベン、シュトルク（小集落ウンターシュトルク、オーバーシュトルク、シュトルカー・ホーフを含む）、シュトルトの各地区からなる。
| 地区                   | 人口（人） | 人口（人） |
| ---------------------- | ---------- | ---------- |
| フリーデン             | 4,023      | 44 %       |
| リュッカース           | 1,870      | 21 %       |
| マクトロス             | 752        | 8 %        |
| デンゲスミューレ       | 648        | 7 %        |
| シュヴェーベン         | 543        | 6 %        |
| ヘーフ・ウント・ハイト | 338        | 4 %        |
| シュトルト             | 363        | 4 %        |
| ブーヒェンロート       | 307        | 4 %        |
| シュトルク             | 208        | 2 %        |
| 合計                   | 9,052      | 100 %      |
| 2018年6月30日現在      |            |            |

## 歴史
「マルク・フリーデン」は806年に、現在のシュヴェーベン地区の住人のフルダ修道院への寄進状に初めて記録されている。9年後にヴュルツブルク司教ヴォルフガーはフルダ修道院ラトガー修道院長にフリーデン住民の十分の一税徴税権を委託した。
1012年12月29日、小集落ランゲナウが東フランク王、後の皇帝ハインリヒ2世の文書に初めて記載された。ペールデの王宮で作成されたこの文書中でハインリヒ2世は、フルダ修道院のブラント院長の要請に応じて、明示された地点を境界として森を寄進すると述べている。
リュッカース地区は、マルクヴァルト修道院長の「ゲスタ・マルクヴァルディ・アバティス」に1160年に初めて記録され、1244年には教会区について初めて言及されている。この教会区はフリーデタール全域をカバーしていた。「マルク・フリーデン」は1250年から領主修道院長ハインリヒ4世フォン・エルタール（1246年 - 1261年）によって設けられたノイホーフ城の行政管区に編入された。フリーデンは中世盛期には、都市権や市民権を有する行政・司法の中心地であった。フランクフルトからライプツィヒに至る古い交易路であるヴィア・レギア沿いという交通の便が良いこの集落の立地は利点と欠点をともにもたらした。一方では食料やサービスを旅行者に提供したが、他方では軍隊が通過することで意図せず軍事行動に関わることとなった。
1359年にカウツおよびヘーフ・ウント・ハイトが、1366年にブーヒェンロートが、1386年にマークトロスが初めて記録された。1465年、それ以前に閉山されていた、フリーデンの東に位置するアイゼンキュッペルの鉱山が再稼働した。現存する最も古い1644年の教会台帳には、教会の用務員と教師がおり、教区内全域から併せて 53人の生徒が記録されている。数年後にはリュッカースの分校が記録されている。
1708年の土地台帳には 596人の住民と、何らかの都市権および市民権が記述されており、この街の重要性が増していたことを示している。
18世紀初め、この街はペスト禍に悩まされた。この疫病は2年間続き、多くの犠牲者を出した。1716年、生き延びた住民たちは聖十字架発見の祝日（5月3日）を祝日であると同時に犠牲者追悼の日とした。この伝統は現在も続けられており、フリーデンでは、1716年にペスト禍を記念して始まったペスト十字架への行進が今でも5月3日に行われ、それに続いてミサが挙行される。
鉄道ベーブラ - ハーナウ線の建設に伴い、1867年にフリーデン駅が建設された。この駅は当初、終着駅であった。伸びた山の尾根を克服するために、1873年に急カーブを介してエルム駅に接続した。この鉄道開業は、この町の経済発展を促進した。1882年にフリーデナー貸付基金協会が設立された。これが現在のライフアイゼン銀行フリーデン eG の前身となった。
1938年11月8日のユダヤ人排斥運動（水晶の夜）によりシナゴーグが荒らされた。第二次世界大戦終戦後、旧ドイツ東部領土から約1,000人の追放された人々がフリーデンに流入した。

### 町村合併
ヘッセン州の地域再編に伴い、1972年4月1日にそれまで独立した町村であったブーヒェンロート、ヘーフ・ウント・ハイト、マークトロス、シュトックがフリーデンに合併した。同年8月1日にリュッカースとシュヴェーベンが州法にしたがってこの町に加わった。
町の建設1175周年を記念して、1981年に、スタジアム、「パドルタイヒ」（パドルボート用の池）、祝祭広場、公園を有する広さ 7.5 ha のスポーツ・レジャー公園「アム・ヴァイアー」が設けられた。
1995年、連邦道 B40号線沿いにフリーデン南産業地区が建設され、住宅展示場や医薬品流通業者グリースハーバー・ロジスティクスの流通センターが設けられた。この産業地区はますます利用者が増え、2007年にオープンしたアウトバーンのインターチェンジ近くに別のフリーデン中央産業地区が建設された。

### 「フリーデン王国」
主邑であるフリーデン集落の広く知られているニックネーム「Königreich」（王国）については、様々な伝承がある。
ナポレオン・ボナパルトに対する解放戦争の時代、ドイツ全土から若い男たちが兵役に就いた。ある将軍が様々な地方から参集した兵士たちに名前と出身地を聞いた。兵士たちは「ザクセン王国」、「ヴェストファーレン王国」、「プロイセン王国」などと答えていった。こうした兵士の中にフリーデンの出身者がいた。フリーデンは当時たびたびその帰属を替えていたため、彼は自分の故郷がどの領邦に属しているのか判らなかった。彼は、しばらく考えた後「ヨハン・アダム・クルーク、フリーデン王国！」と答えた。
2つめのアネクドートは、フリーデタールの高台の村の建設作業員たちの話である。彼らは世紀の変わり目頃にライン＝マイン地方で働き、「フランクフルトの半分」を造り上げた。彼らが週末に帰省するためにフランクフルト中央駅ではフリーデン行きの切符が売り切れたため、出札係が「フリーデンというのは大きな王国に違いない！」といった。
王国の王冠は、地域史的に重要な意味を持つため、フリーデンの紋章に採り入れられている。
1995年から2006年まで2年ごとに「王」が選ばれていた。これはケーニヒライヒフェスト（直訳: 王国祭）の遊び半分のイベントで、各地区からの立候補者の中から観客の投票で選ばれた。「王」の仕事は、町の内外でフリーデンを代表することで、その立場は「ワインの女王」やその他の「○○の王」と同様であった。ケーニヒライヒフェストの開催も、新しい「王」の選出も2006年以来廃止されている。

## 住民

### 人口推移
| 年   | 人口（人） | 備考                             |
| ---- | ---------- | -------------------------------- |
| 1000 |            | 14 Liden und 23 Dreitagsfröner   |
| 1512 |            | 3 Siedler                        |
| 1516 |            | 93 Nachbarn                      |
| 1708 | 596        |                                  |
| 1791 | 2,943      | 現在の町域の人口                 |
| 1895 | 1,435      | [ 7 ]                            |
| 1939 | 2,399      | [ 7 ]                            |
| 1961 | 3,405      | [ 7 ]                            |
| 1970 | 3,913      | [ 7 ]                            |
| 1983 | 7,846      | これ以後現在の町域の人口である。 |
| 2005 | 8,840      |                                  |
| 2012 | 8,693      |                                  |
| 2015 | 8,811      |                                  |

1970年以前は特に記述がない場合、合併前のフリーデンの人口である。

### 宗教
フリーデンは、フルダ郡全域と同様、ローマ＝カトリックが有力で、住民の 70 % がローマ＝カトリック、13 % が福音主義、17 % がその他の宗教を信仰しているか無宗教である。

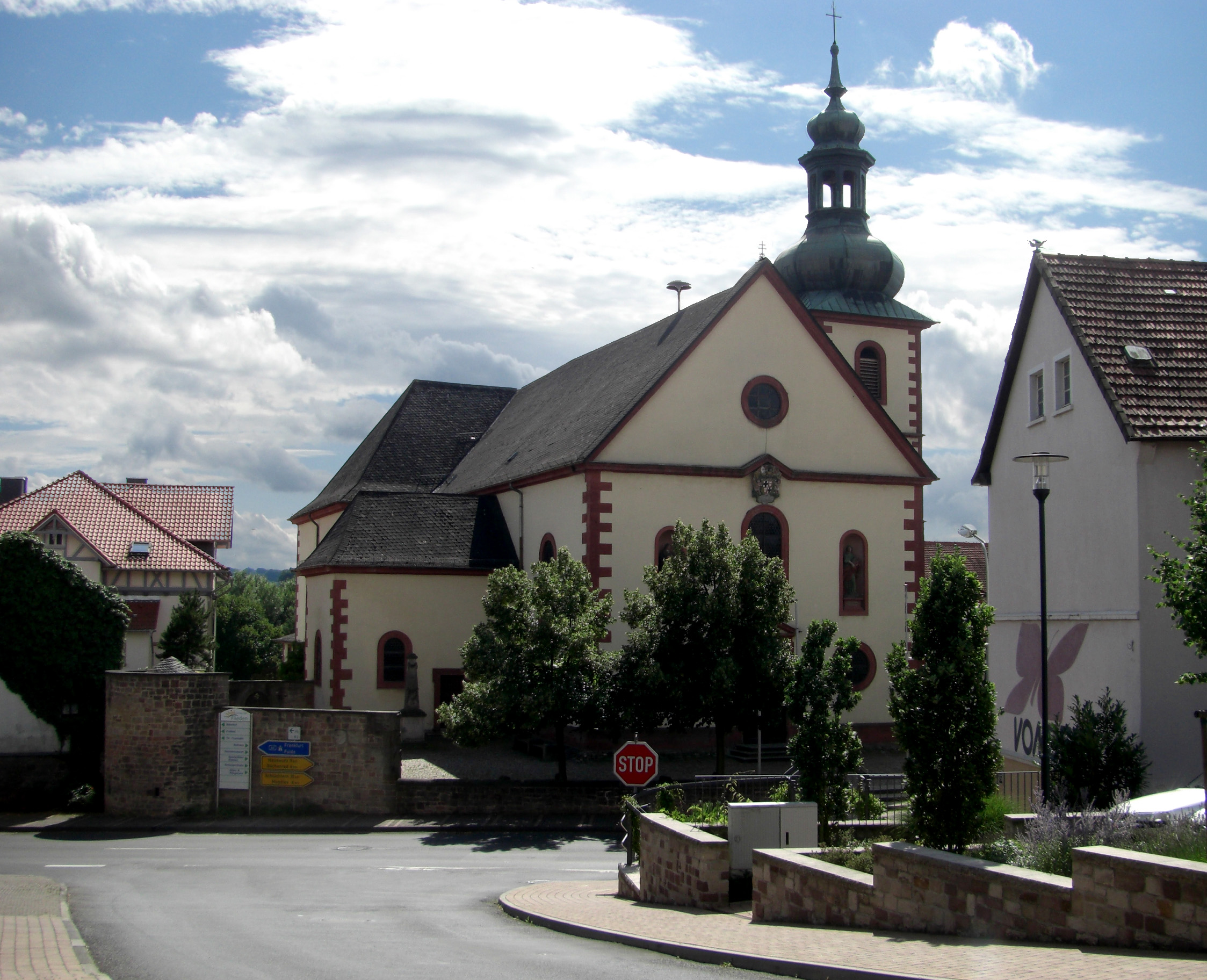
フリーデンの聖ゴア教会

#### カトリック
フリーデンには3つのローマ＝カトリックの教会組織がある。これらは、フルダ司教区ノイホーフ＝グローセンリューダー首席司祭区のフリーデン/ハウスヴルツ救世主キリスト司牧連合に属している。
- フリーデンの聖ゴア教会区: デンゲスミューレの聖家族教会とシュヴェーベンの聖心教会を市教会に持ち、約4,400人の信者を有する。フリーデンの名誉町民で司祭のゲルハルト・ベンツィングは33年間この教区に務め、引退後も2008年5月10日に亡くなるまでフリーデンに住んだ[9]。
- リュッカースのマリア被昇天教会区は、フルダ司教クリストフ・フローレンティウスにより、1972年11月14日の文書で独立した教会区に昇格した。リュッカースの巡礼教会として知られていたこの教会は、1451年に初めて記録されている。
- マークトロスの聖ヨーゼフ教会区もフリーデン町内にあり、教区連合に属している。

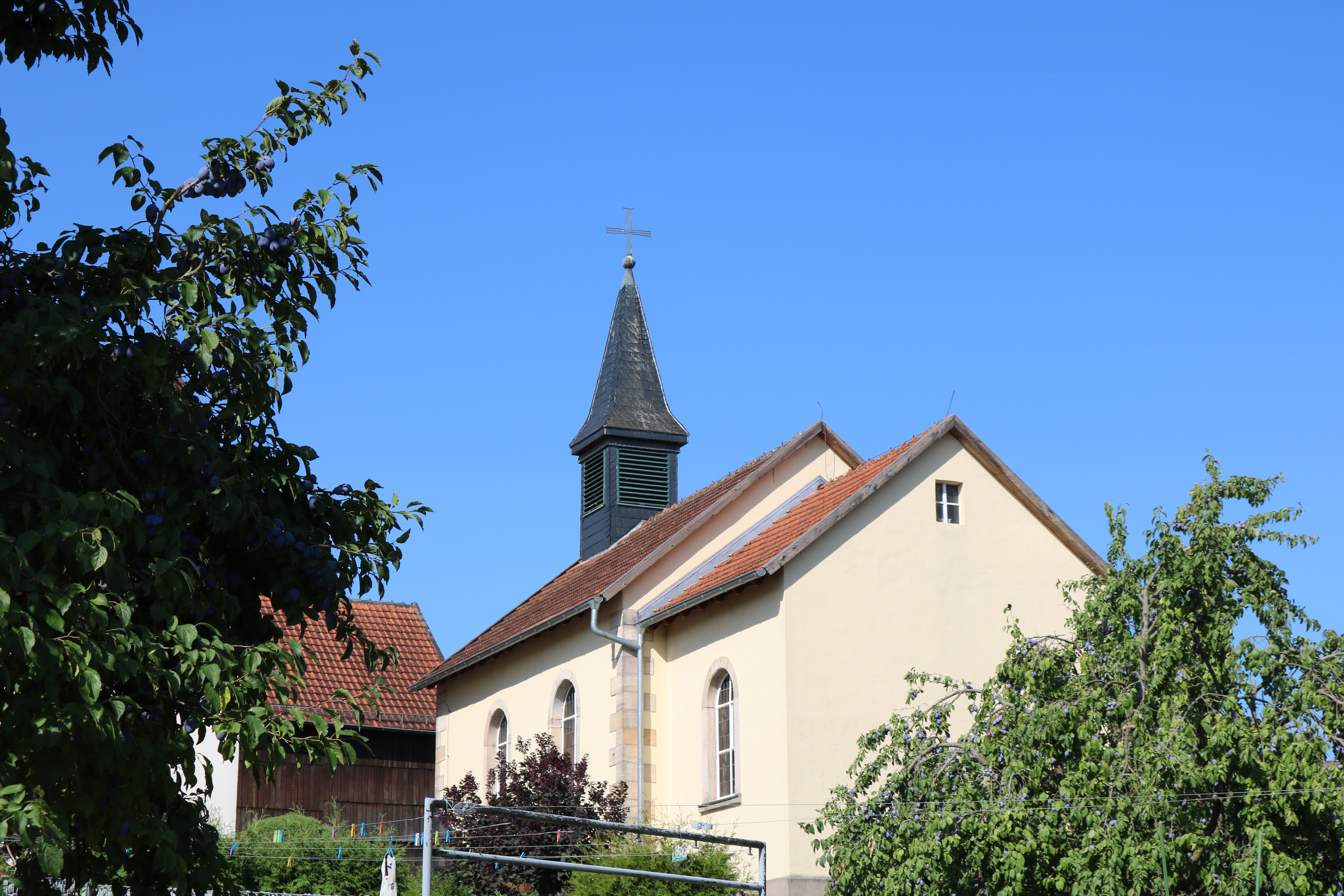
フリーデンの福音主義教会

#### 福音主義
この町には、福音主義教会もある。クールヘッセン＝ヴァルデック福音主義教会に属すフリーデン＝ノイホーフ教会（教会管区 2）は、2008年8月15日からホルガー・ビーンが牧師を務めている。この教会の管区は、町内全域と、ノイホーフやカルバッハに属す集落アイヒェンリート、ハウスヴルツ、カウペン、ロムメルツ、ファイトシュタインバッハ、ヴァイデナウに及ぶ。この教会は、1938年の「水晶の夜」によって毀損されるまでシナゴーグであった。この建物の歴史を活き活きと語り継ぐために、2018年からのフリーデン福音主義教会の内装改築に伴い、アメリカ人女性マリー・アリエルの寄付により、ドイツ人を祖先に持つアメリカ人芸術家バーニー・ザイツによってステンドグラスの新しい窓が創られた。

#### エキュメニズムのヤコブの道
町内を、フルダからマイン川まで長さ 125 km のエキュメニズムのヤコブの道が通っている。この道は、フリーデンからリュッカースへ向かい、シュタインカンマーやブラインテン・フェルトを通り、ディステルラーゼンを越えてシュリュヒテルンに至る。この巡礼の道は、ウクライナからスペインまでの街道網である「ヴィア・レギア」街道システムの一部である。

#### ユダヤ教
フリーデンにはユダヤ教会があった。フリーデンのユダヤ教コミュニティは公式には1824年に組織された。1876年、この町にユダヤ人初等学校が開校した。かつてのフリーデンのシナゴーグは現在もヒンツァーガッセ 3番地にあるが、1950/51年に福音主義教会に改築された。1905年に設けられたユダヤ人墓地は、フリーデン町内の高台、ノイホーフとフリーデンとの間の州道（旧連邦道 B40号線）沿いに現在も遺されている。

## 行政

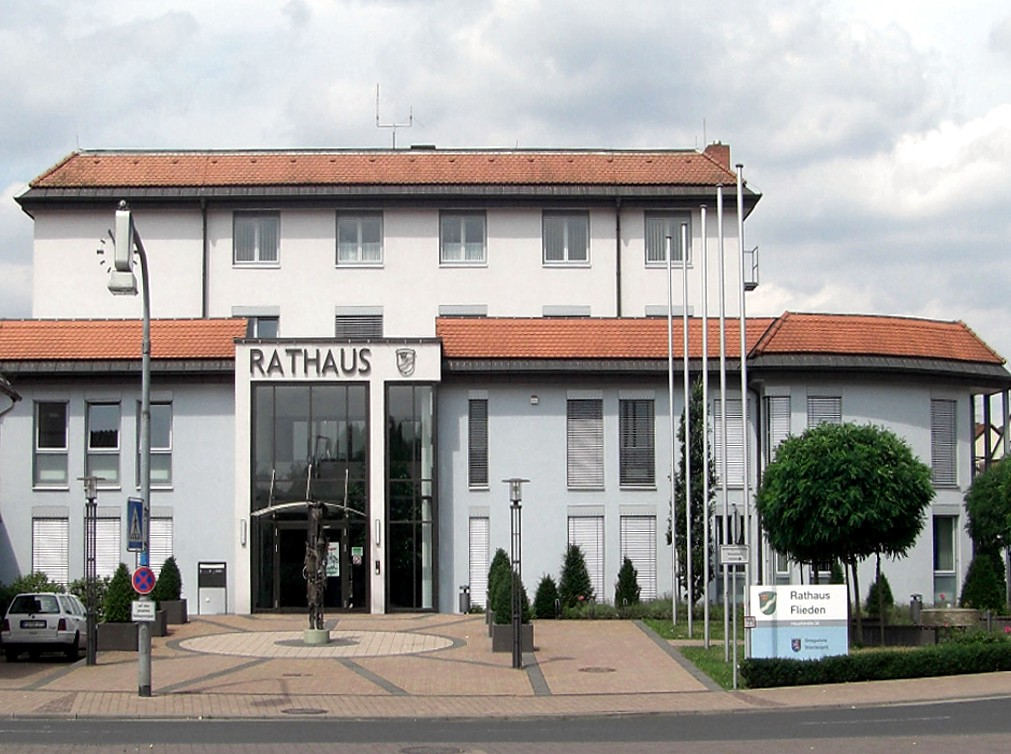
フリーデン町役場

### 議会
フリーデンの町議会は、25議席からなる。

### 首長
フリーデンの町長はクリスティアン・ヘンケル (CDU) である。2012年3月11日の町長選挙で彼は 56.4 % の表を獲得し、当選した。

### 紋章
紋章は、1969年11月20日にヘッセン州内務省の認可を得た。
図柄: 緑地。銀色の波打つ斜め帯。上部に、多色の宝石と赤い裏地を持つ、葉状の冠。
波帯は、フリーデ川の紋章学的表現である。写実的な冠は、この町の「フリーデン王国」としての歴史に由来する。確かで学術的な歴史的裏付けがないにもかかわらず、ヘッセン州内務大臣はマールブルク州立文書館の推薦により、フリーデンの個性的な徴を表現するものとして、町の紋章に冠を描くことを認可した。

### 旗
旗は、2本の細い緑色の帯ではさまれた白い地に町の紋章が描かれている。

## 文化と見所

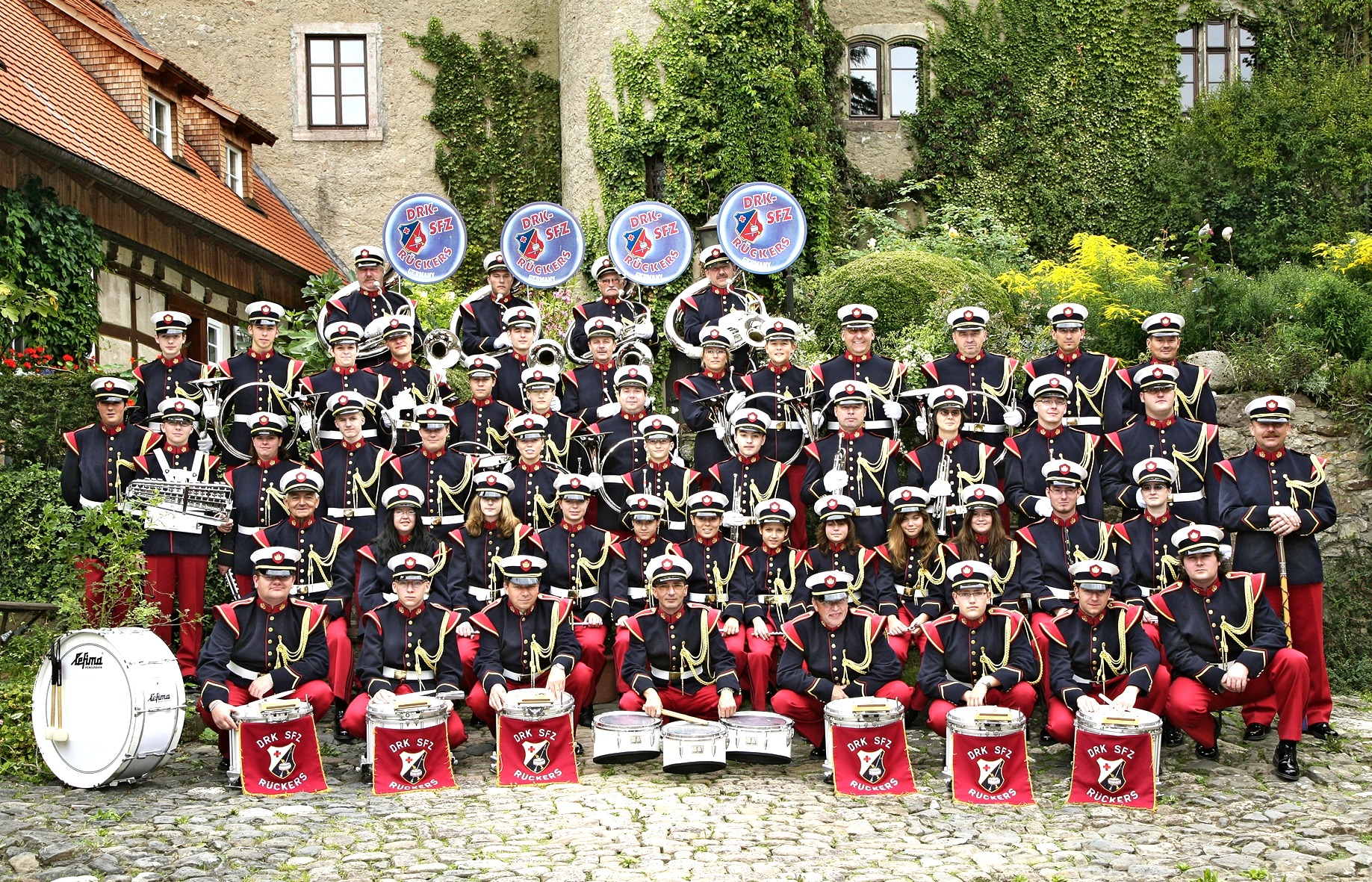
ドイツ赤十字社音楽・ファンファーレ隊リュッカース e.V.（2007年）

### 音楽
リュッカース地区には、ドイツ赤十字社音楽・ファンファーレ隊リュッカース e.V. がある。このクラブは、音楽ショーのプログラムによって町外にも広く知られている。この楽隊は、世界陸上選手権のオープニングで、ベルリンのブランデンブルク門前で演奏を行った。また、シュトゥットガルトやミュンヘンでの連邦音楽パレード、ミュンヘンのオクトーバーフェスト、バート・エムスのブルーメンコルゾ（花馬車パレード）、ヴォルムスのバックフィッシュフェスト（フィッシュフライ祭）、シュパイアーのブレーツェルフェスト、ツヴィーゼルのグレンツラントフェスト（国境祭）で演奏を行っている。オーストリア、スイス、フランス、ベルギー、ルクセンブルク、オランダなど国際的に活動している。

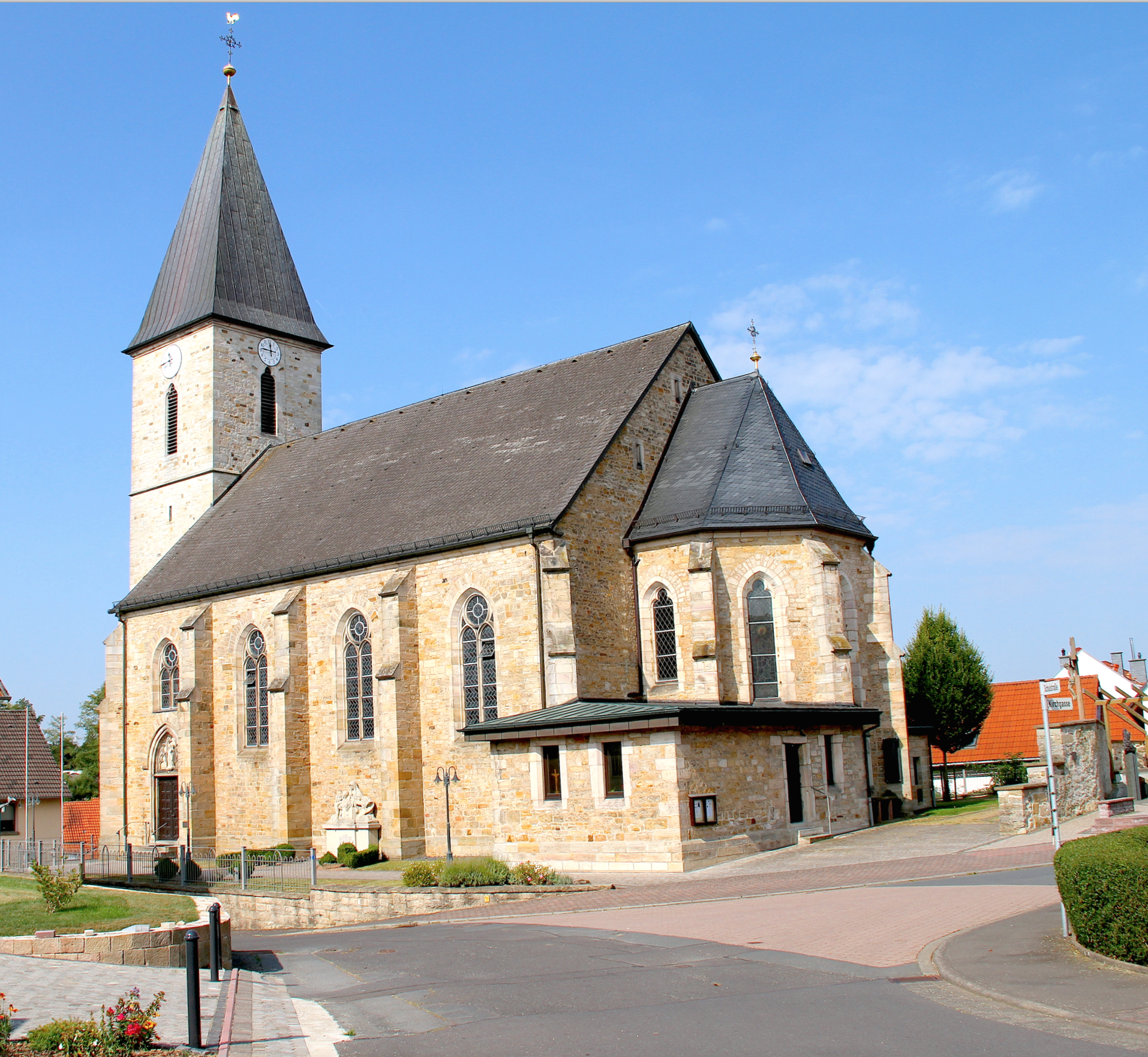
リュッカースのマリア被昇天教会

### 建築
- フリーデンのバロック教会聖ゴア教会
- リュッカースのマリア被昇天教区教会は、15世紀には既に巡礼・恵みの礼拝堂として知られており、18世紀になるまで極めて重要であった。新たな領主であるオラニエ公子の布告により1802年にリュッカースへの巡礼は禁止された。
- マークトロスの聖ヨーゼフ教区教会
- 郷土博物館「レンツィス」（ヒュットナーグート）は、200年以上前の建築部分を有する小さな農家である。展示されているのは、木製・鉄製の農機具や収穫の道具のコレクション、家畜の飼育や鍛冶の道具、家・集落・教区の歴史に関する文書である。かつてのユダヤ人コミュニティが一つの部門を形成している。付属庭園（レンツィス・ガルテン）では、コンサート、演劇、祝祭などの野外イベントが開催されている[16]。

### 公園と保養地

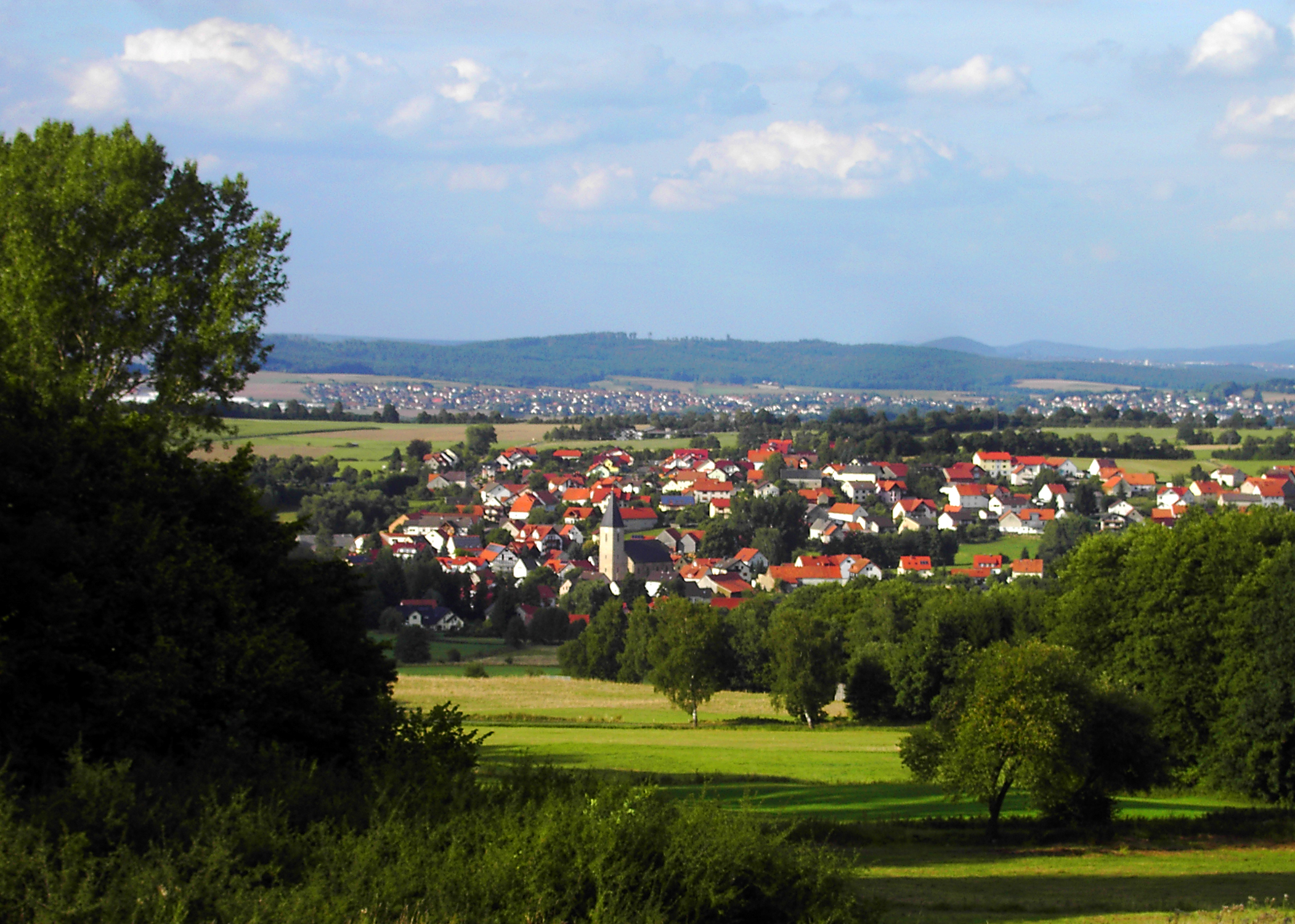
シュタインカンマーからリュッカース集落

#### スポーツ・レジャーゲレンデ「アム・ヴァイアー」
フリーデン町内には、広さ 7.5 ha のスポーツ・レジャーゲレンデ「アム・ヴァイアー」がある。この施設は1981年に、町の1175周年を祝って建設されたもので、スタジアム、祝祭広場、パドルボート用の池、公園を備えている。これに隣接して、SV ブーホニア・フリーデンのスポーツ施設、テニスコート、サッカーグラウンドがある。このグラウンででヘッセンリーガの試合が行われている。

#### 保養地・水源地「シュタインカンマー」
町内には、地質学上および植物学上興味深い保養地・水源地「シュタインカンマー」がある。「シュタインカンマー」は、「ヘッシシャー・レーン」自然公園内に位置する景観保護地区で、「ヘッシシャー・シュペッサルト」自然公園に接している。「ヘッシシャー・レーン」自然公園の遊歩道（シュタインカンマー西およびシュタインカンマー東）は、緑地や小川沿いの広葉樹林あるいは針葉樹林を通る。

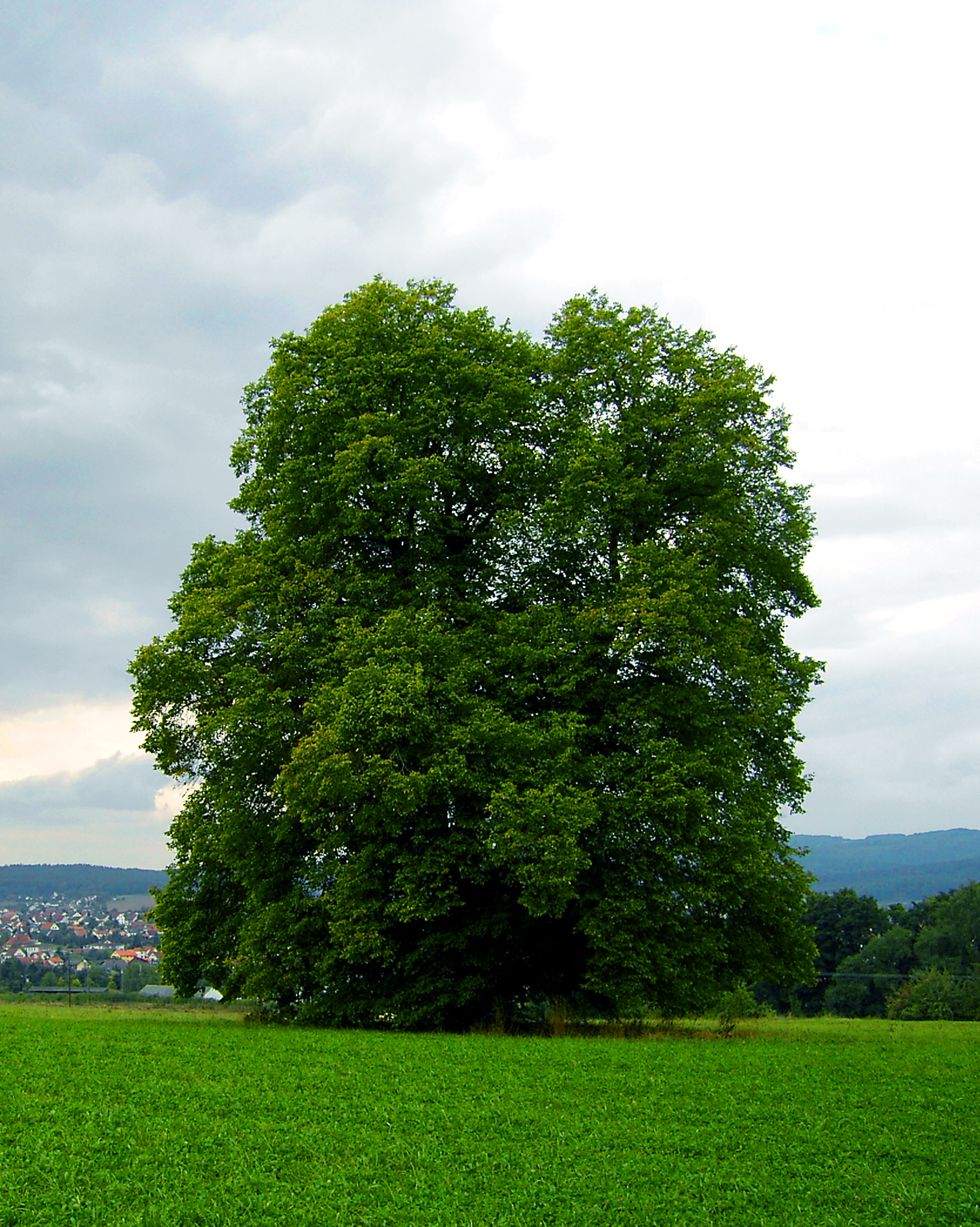
アイゼンキュッペルのクマシデの木

### 自然文化財
フリーデン町内のアイゼンキュッペルには、自然文化財に指定されたクマシデの老木が自生している。
もう一つの自然文化財に指定されたクマシデの木がリュッカースとヒュッテンとの境界に面したシュタインカンマー/ヘルマンスヴィンケル保養地・水源地にある。

### スポーツとレジャー
フリーデン町内には、100を超えるクラブ・協会が存在する。主邑のフリーデン地区には4つのスポーツクラブがある。SV ブーホニア・フリーデンには、テニス、卓球、サッカーの部門がある。TV フリーデンには、ハンドボール、バレーボール、陸上競技、柔道、その他の部門があり、ハンドボールチームはランデスリーガ北地区に参加している。SV のサッカーチームは、5番目のクラスであるヘッセンリーガでプレイしている。この他に、射撃クラブのフリーデン射撃ギルドとフリーデン乗馬クラブがある。体育館では、フリーデタールシューレにつながっているクライスシュポルトハレ・フリーデン、体操クラブが建設・運営している TV-ハレとリュッカース基礎課程学校の体育館が利用できる。クライスシュポルトハレとTV-ハレには、ハードコートまたは芝のグランドおよびビーチバレーコートが付属している。また、スポーツ・レジャーパークには、陸上競技のスタジアムや、SVのテニスコートおよびサッカーグラウンドがある。フリーデン町は、フリーデンとリュッカースとの間のアイゼンキュッペルの南斜面に位置するラントリュッケン屋外プールを運営しており、近隣の町から多くの客が訪れる。遊歩道網の全長は、170 km を超える。

### 年中行事
- フリーデン経済・利益団体フォーラムは、1995年から2006年まで2年ごとにケーニクライヒフェストを開催していた。ここでは新しい「王」が選出されていた。
- フリーデンで特に重要なのが復活祭である。復活祭の日曜日に開催されるカーニバルのパレードは、この地域最大級のパレードの一つであり、毎年何千人もの観客が訪れる。

## 経済と社会資本
フリーデンは、集落の周囲に耕作地や牧草地が広がる農業と手工業の町である。フリーデン南産業地区、イン・ヴァイアー産業地区、フリーデン中央産業地区が、企業進出の基盤となっている。フリーデンの企業の多くがケーニクライヒ・フリーデン経済・利益団体フォーラムに参加している。このフォーラムは、独立した連絡・情報プラットフォームとして利用されており、フリーデンにおける企業環境をさらに発展させ、支援している。
1995年にオープンした、広さ 146,000 m2 のフリーデン南産業地区には、住宅展示場と医薬品流通業者グリースハーバー・ロジスティクスの流通センターがある。この産業地区の負荷増大に基づき、2007年のアウトバーン開通に伴って、そのすぐ近くのフリーデン地区東端に広さ 75,000 m2 のフリーデン中央産業地区が設けられた。 ケルテライ・エルム社（果汁飲料メーカー）は、Rhöner Produkt で広く知られている。サイバーマーケットのエレクトロ＝アッツェルト GmbH はドイツ全土向けの配送部門を有している。G5 GmbH は5つの大陸でプロジェクトマネージャー、鑑定人、一般業務請負業として活動している。

### 交通
フリーデンは昔から、フランクフルトからキンツィヒタールを経由してフルダへ、さらにはライプツィヒにまで至るヴィア・レギア（古い交易路）沿いの交通の便が良い場所であった。近代になっても、ライン＝マイン地方とフルダや北方とを結ぶ重要な道路や鉄道路線がフリーデンを通っている。東西ドイツ分裂時代には、南ドイツ方面から北に向かう南北の最短路がフリーデンを通っていた。ドイツ再統一以降、交通は次第に他の路線を通るようになっていったが、そのためのドイツ東部への交通の接続の重要性は増している。
ドイツ中央部に位置するフリーデンはライン＝マイン地方から約 100 km、上級中心都市のフルダから約 20 km の距離に位置しており、上位の公共鉄道網や道路網で結ばれている。公共旅客近郊交通はライン＝マイン交通連盟の運賃地域に従っている。

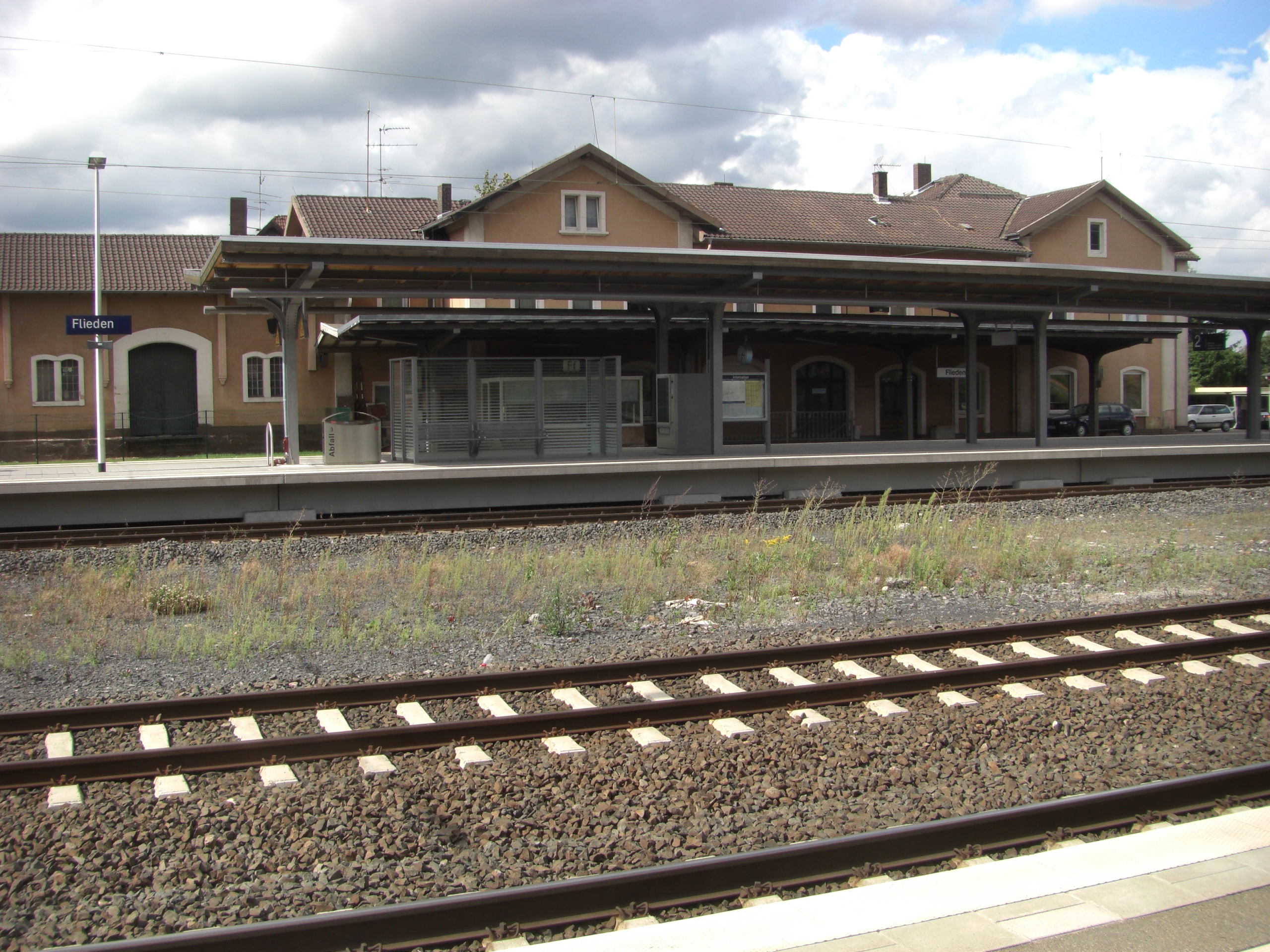
フリーデン駅

#### 鉄道
フリーデン駅は、1868年12月1日の路線完成から1914年のディステルラーゼン＝トンネル開通まで、キンツィヒタール鉄道（南北線）の重要な駅であった。フランクフルト方面に向かう重い貨物列車はエルムへの急な上り勾配のために、ここで追加の補助機関車が増結された。この駅にはそのための操車場が設けられていた。
ディステルラーゼン＝トンネル開通後フリーデンは、フルダから来るキンツィヒタール鉄道から、フランクフルト・アム・マインへ向かうフリーデン - ゲミュンデン線が分岐する分岐駅となった。
現在の計画でフリーデンは、ハーナウ - ヴュルツブルク/フルダの拡充/新設路線にない。

#### 道路
2007年10月12日にシュリュヒテルン北 - ノイホーフ南間が開通して以降、フリーデンはアウトバーン A66号線フランクフルト・アム・マイン - フルダ線のフリーデン・インターチェンジに面している。それ以前は、シュリュヒテルン北とフルダ南とを結ぶ連邦道 B40号線がこの町の中央を通っていた。この道路は A66号線と A7号線との連絡路としてフルダ付近で渋滞を頻発していた。フリーデンを通るアウトバーン開通後、この連邦道は州道に降格し、一部は道路幅が縮小された。

#### 自転車道
リューデスハイム・アム・マインからタンへ至るヘッセン広域自転車道 R3号線は、レーン方面へキンツィヒタールを通り、シュリュヒテルンとノイホーフとの間は旧連邦道 B40号線沿いに伸びている。

### 社会保障
医療・健康分野では、フリーデンには4軒の診療所と4軒の歯科医院および1軒の獣医がいる。高度医療は、隣接する上級中心都市フルダに数多くの専門医院があり、フルダに2院、シュリュヒテルンに1院の総合病院がある。

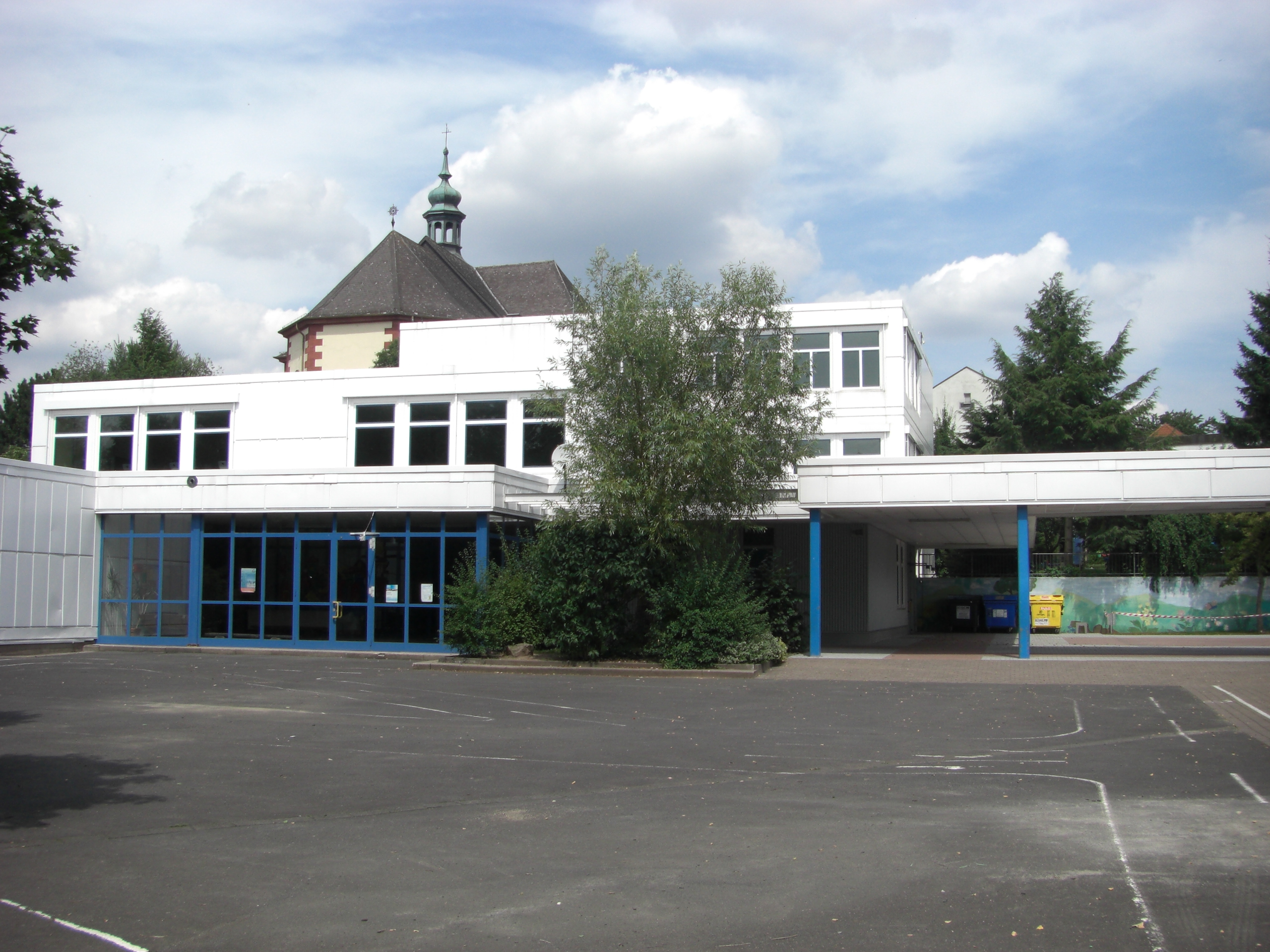
フリーデタールシューレ3号棟

### 教育
メンシェンキンダー・フリーデン協会の託児所「ディー・クライネ・シュトロルヒェ」とフリーデンの聖マルティンおよび聖ヨーゼフ幼稚園、リュッカース幼稚園とマークトロスの聖ニコラウス幼稚園が就学前の子供のケアを行っている。
フリーデンには、380人の児童が学ぶ基礎課程学校フリーデタールシューレがある。この学校に養護課程も設けられている（児童数 100人）。この学校は、3棟の校舎で構成されている。最も古い建物は20世紀初めに建設されたもので、元々は教員宿舎であった。他の2棟は、1950年代と1970年代に建設されたものである。スポーツ学習は、併設された郡立体育館で行われる。この学校の起源は17世紀に遡る。当時は教会のサービスとして教区全域の学校教育を担っていた。18世紀にリュッカース、マークトロス、シュヴェーベン、ヘーフ、ハイトに固有の学校が設けられた。20世紀初めから1973年にノイホーフの総合学校が中等教育を担うまで、基礎課程学校および本課程学校の生徒はフリーデンで学んだ。その1年後にシュヴェーベン、ヘーフ、ハイト、マークトロス、デンゲスミューレの基礎課程学校が廃止され、生徒たちはフリーデンの基礎課程学校に編入された。その後、リュッカースのシュタインカンマーシューレが独立した学校として設立された。
その後の中等・高等教育については、ノイホーフの総合学校、フルダの一般ギムナジウム 5校および職業ギムナジウム 3校、職業学校3校が行っている。
フリーデン教会区は1907年から教会区・町立図書館を運営している。この図書館はフリーデンの司祭館に約5,000点のメディアを収蔵しており、シュヴェーベンの公民館に分所を有している。